# Perrigny-sur-Armançon
Perrigny-sur-Armançon ist eine französische Gemeinde mit 125 Einwohnern (Stand 1. Januar 2022) im Département Yonne in der Region Bourgogne-Franche-Comté (vor 2016 Bourgogne); sie gehört zum Arrondissement Avallon und zum Kanton Tonnerrois (bis 2015 Ancy-le-Franc).

## Geographie
Perrigny-sur-Armançon liegt etwa 56 Kilometer ostsüdöstlich von Auxerre. Umgeben wird Perrigny-sur-Armançon von den Nachbargemeinden Nuits im Norden und Nordwesten, Cry im Norden, Asnières-en-Montagne im Osten und Nordosten, Rougemont im Süden und Südosten, Aisy-sur-Armançon im Süden sowie Étivey im Westen.

## Bevölkerungsentwicklung
| Jahr                      | 1962 | 1968 | 1975 | 1982 | 1990 | 1999 | 2006 | 2013 |
| Einwohner                 | 137  | 137  | 127  | 123  | 104  | 115  | 115  | 124  |
| Quelle: Cassini und INSEE |      |      |      |      |      |      |      |      |

## Sehenswürdigkeiten
- Kirche Saint-Martin aus dem 15. Jahrhundert, Monument historique seit 1911